# Szula László
Szula László (Orosháza, 1966. január 26. – Kaposvár, 2016. április 26.) magyar színész.

## Életpályája
Szülővárosában a Horváth Mihály Gimnáziumban érettségizett. Színészi diplomáját 1991-ben szerezte a Színház- és Filmművészeti Főiskolán, Marton László osztályában. A kaposvári Csiky Gergely Színház tagja volt, vendégként szerepelt a Pécsi Nemzeti Színházban is. Számos, később legendássá vált előadás szereplője volt, melyeket többek között Mohácsi János és Babarczy László rendezett.
2016. március 3-án lépett utoljára színpadra. Barta Lajos Szerelem című előadása közben rosszul lett, kórházba szállították. 50 évesen 2016. április 26-án hunyt el, május 12-én a békéscsabai Vasúti Temetőben búcsúztatták.

## Fontosabb színházi szerepeiből
- Georg Büchner: Woyzeck... Woyzeck
- Schwajda György: Szent család... Nagyfiam
- Molière: A nők iskolája... Arnolphe (másképpen De La Saouche úr)
- Hamvai Kornél: Szigliget:... Darányi Pál, gondnok
- Dale Wassermann – Mitch Leigh – Joe Darion: La Mancha lovagja... Borbély
- Carlo Goldoni: A chioggiai csetepaté... Isidoro (bírósági jegyző)
- Carlo Goldoni: Nyaralás... Beltram (szolgáló)
- Egressy Zoltán: Portugál... Kocsmáros
- Szophoklész: Oidipus... Hírnök
- Anton Pavlovics Csehov: Platonov... Oszip
- Mihail Afanaszjevics Bulgakov: Kutyaszív... Professzor (teremtő, formalin és szivar szag)
- William Shakespeare: Julius Caesar... Artemidorus, cnidosi szofista
- William Shakespeare: A windsori víg nők... Ford (windsori polgár)
- William Shakespeare: Ahogy tetszik... Jaques (nemes, a száműzött herceg kíséretében)
- Barta Lajos: Szerelem... Biky (fűszeres)
- Székely Csaba: Bányavakság... Ince
- Szálinger Balázs: Becsvölgye... Kerkai György (volt tanár, jelenleg biogazda)
- Tasnádi István: Kokainfutár... Rozs (nőgyógyász)
- Füst Milán: Störr kapitány – A feleségeknek, akik elmennek... Don Pipo (spanyol utas)
- Szép Ernő: Lila ákác... Bizonyos Nagyságos Úr
- Brian Friel: Philadelphia, nincs más út!... S. B. O'Donnell (Gar apja)
- Jeles András: Szenvedéstörténet... Háromkirály, Pribék, Hóhérsegéd, Verőlegény
- Alan Alexander Milne – Karinthy Frigyes: Micimackó... Füles
- Georges Feydeau: Bolha a fülbe... Étienne
- Ivan Kušan: Galócza... Adam Zsazsics (csendőrtizedes)
- Frederick Loewe – Alan Jay LernerMy: Fair Lady... Alfred P. Doolittle
- John Kander – Fred Ebb: Kabaré... Ernst Ludwig
- John Steinbeck: Egerek és emberek... Slim
- Baráthy György: Hófehérke... Brúnó (fővadász)
- Huszka Jenő: Lili bárónő... Becsey tiszttartó
- Balázs Béla: A kékszakállú herceg vára... A kékszakállú herceg

## Filmek, tv
- Pá Drágám (1994)
- Kisváros (sorozat)

Egy kis vitamin című rész (1997)
A manó című rész(1997)
A jóslat I-II. című részek (2000)
- 56 06 / Őrült lélek, vert hadak" (színházi előadás tv-felvétele)

## Díjai, elismerései
- A 2010/2011. közönségszavazás alapján a Somogyi Hírlap különdíjasa